# Дачне (Чугуївський район)
Да́чне — село (до 2010 — селище) в Україні, у Слобожанській міській громаді Чугуївського району Харківської області. Населення становить 129 осіб. Колишній орган місцевого самоврядування — Геніївська сільська рада.

## Географія
Село Дачне знаходиться за 2 км від річки Сіверський Донець (лівий берег), від річки село відокремлене великим лісовим масивом (сосна), до села примикають село Омельченки і село Українське, на відстані 2 км розташовані село Камплиця і село Курортне.
У лісі і на березі річки багато дитячих таборів, будинків та баз відпочинку. Поряд з селищем проходить залізниця, станція Будинок Відпочинку. Біля селища кілька ставків-відстійників.

## Історія
- 1680 - дата заснування.
- У 2017 році було повалено бюст Серго Орджонікідзе,що був розташований біля станції Будинок Відпочинку

## Економіка
- Санаторій «Ялинка».
- «БЕРІЗКА», дитячий оздоровчий комплекс Центру відпочинку для дітей та молоді "Відродження", ДНВО "Комунар".
- Оздоровчий комплекс Національного наукового центру Харківського фізико-технічного інституту.